# Danko Herceg
Danko Herceg (Zagreb, 30. kolovoza 1974.) hrvatski je kanuist na divljim vodama. Herceg je 1990. bio svjetski juniorski prvak u slalomu, te je 1995. osvojio momčadsku srebrnu medalju u slalomu na svjetskom prvenstvu u kanu jednosjedu koje je održano u Nottinghamu (s kanuistima: Zlatko Sedlar, Stjepan Perestegi). Nastupio je i na četirima ljetnim Olimpijskim igrama i dvije godine za redom, 1994 i 1995, bio je treći u ukupnom poretku Svjetskog kupa.

## Vanjske poveznice
- Profil na Sports-reference.com   Arhivirana inačica izvorne stranice od 6. travnja 2011. (Wayback Machine)